# Сахли, Уаджди
Уаджди́ Сахли́ (араб. وجدي الساحلي‎; род. 17 апреля 1997, Ла-Сейн-сюр-Мер) — французский и тунисский футболист, полузащитник венгерского клуба «Дьёр» и сборной Туниса.

## Карьера
Футбольную карьеру начал в 2018 году в составе клуба «Клуб Африкен».
В начале 2021 года перешёл в казахстанский клуб «Каспий». 14 марта 2021 года в матче против клуба «Актобе» дебютировал в чемпионате Казахстана.
17 августа 2021 года подписал контракт с греческим клубом «Аполлон Смирнис».
9 августа 2022 года стал игроком черногорского клуба «Сутьеска».

## Достижения
«Клуб Африкен»
- Обладатель кубка Туниса: 2017/18

## Клубная статистика
| Игровая карьера | Игровая карьера | Игровая карьера | Лига | Лига | Кубок | Кубок | Межд. | Межд. | Др. | Др. |
| --------------- | --------------- | --------------- | ---- | ---- | ----- | ----- | ----- | ----- | --- | --- |
| 2017/2018       | Клуб Африкен    | А               | 2    | 0    | 1     | 0     | —     | —     | —   | —   |
| 2018/2019       | Клуб Африкен    | А               | 11   | 1    | 3     | 0     | —     | —     | —   | —   |
| 2019/2020       | Клуб Африкен    | А               | 15   | 1    | 2     | 0     | —     | —     | —   | —   |
| 2021            | Каспий          | A               | 17   | 5    | —     | —     | —     | —     | —   | —   |